# Långgarnsfjärden
Långgarnsfjärden également appelé Långgarnsviken est un fjärd situé dans l'archipel de Stockholm en  Suède,.

## Présentation
Le Långgarnsfjärden est située dans la commune de Haninge. 
Il fait partie de la réserve naturelle de Gålö.
Le Långgarnsfjärden est la partie la plus occidentale du Fåglaröfjärden. 
Il est délimité au nord par Gålö et au sud par l'île de Långgarn.
Le fjärd mesure environ 4,6 kilomètres de long et environ 850 mètres de large au maximum. 
Sa plus grande profondeur est de 22 mètres. 
Ses deux plus grandes îles sont Långgarnsholmen et Bergholmen. 
Au fond du fjärd se trouve une zone de baignade avec une plage de sable fin et de rochers ainsi qu'un port de plaisance.
Långgarnsfjärden est devenu célèbre grâce à la station expérimentale de Palmen, à l'origine très secrète, située loin au nord du fjärd. 
Pendant la seconde Guerre mondiale, des phoques gris et des phoques communs y ont été entraînés, entre autres, pour rechercher les sous-marins ennemis en position sous-marine. 
Les opérations ont cessé en avril 1945. 
L'ancienne station de phoque est désormais ouverte au public.

## Galerie

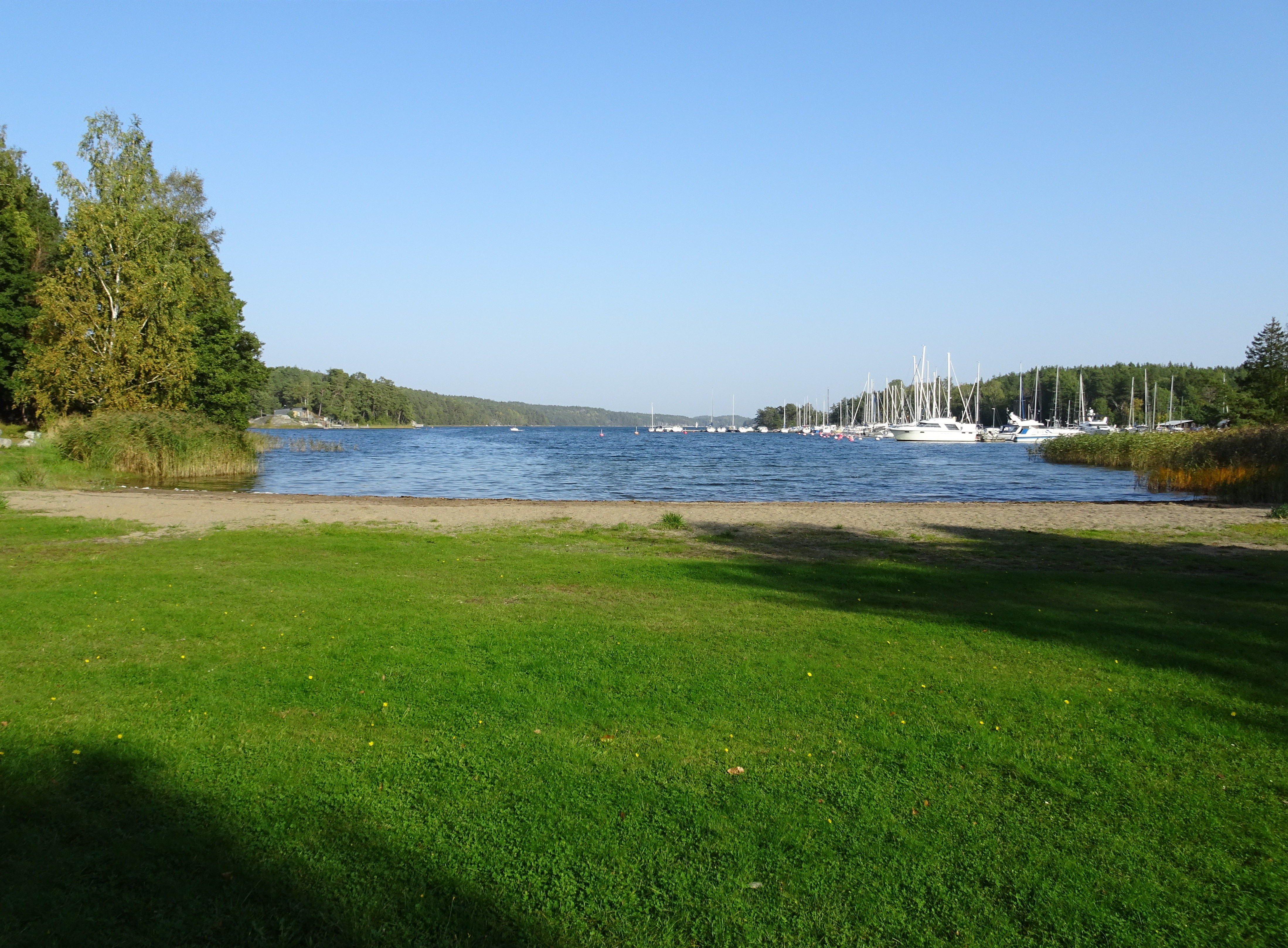
La zone de baignade à Långgarnsfjärden.
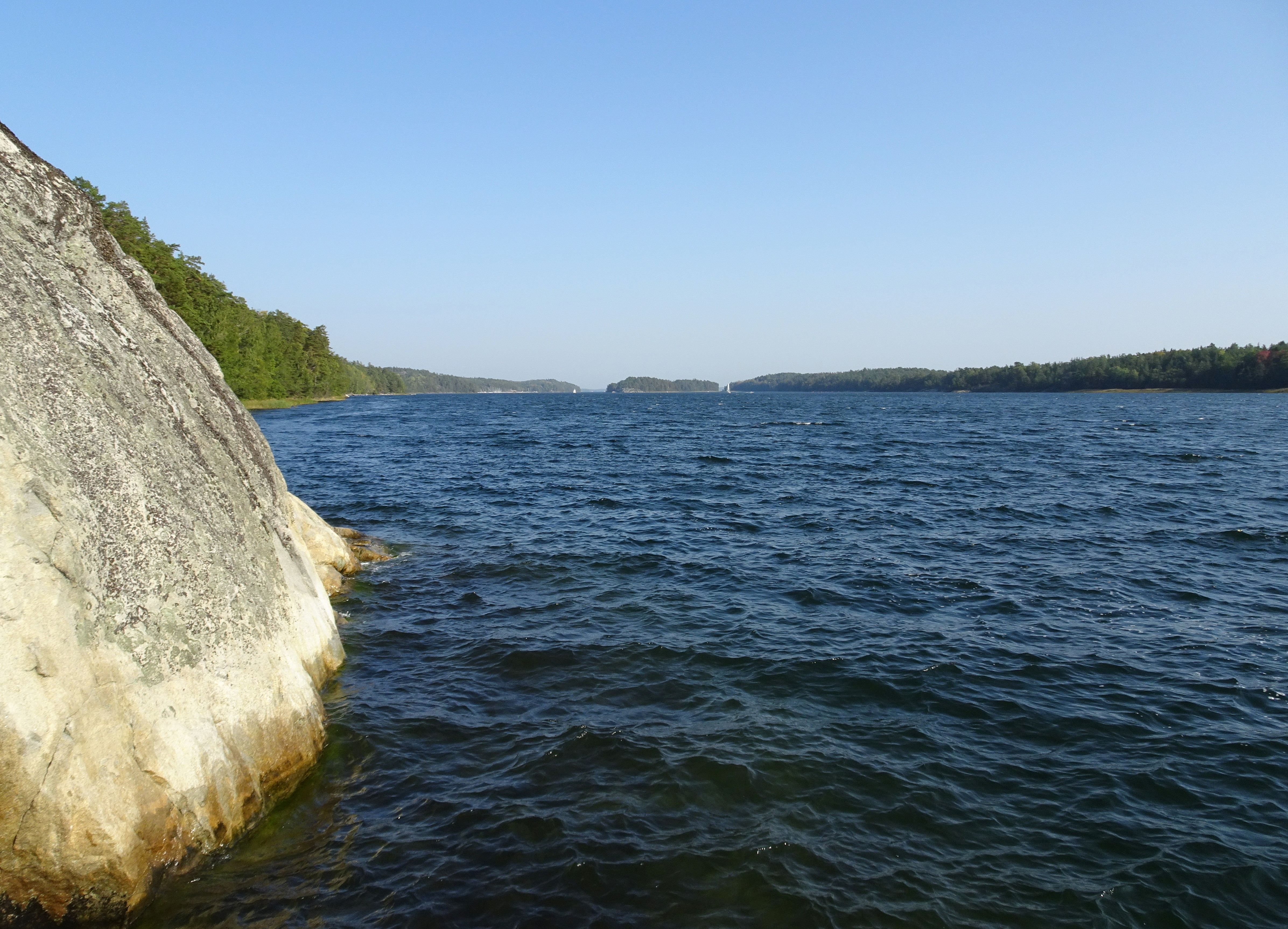
Långgarnsfjärden avec Bergholmen et Långgarn dans le fond.
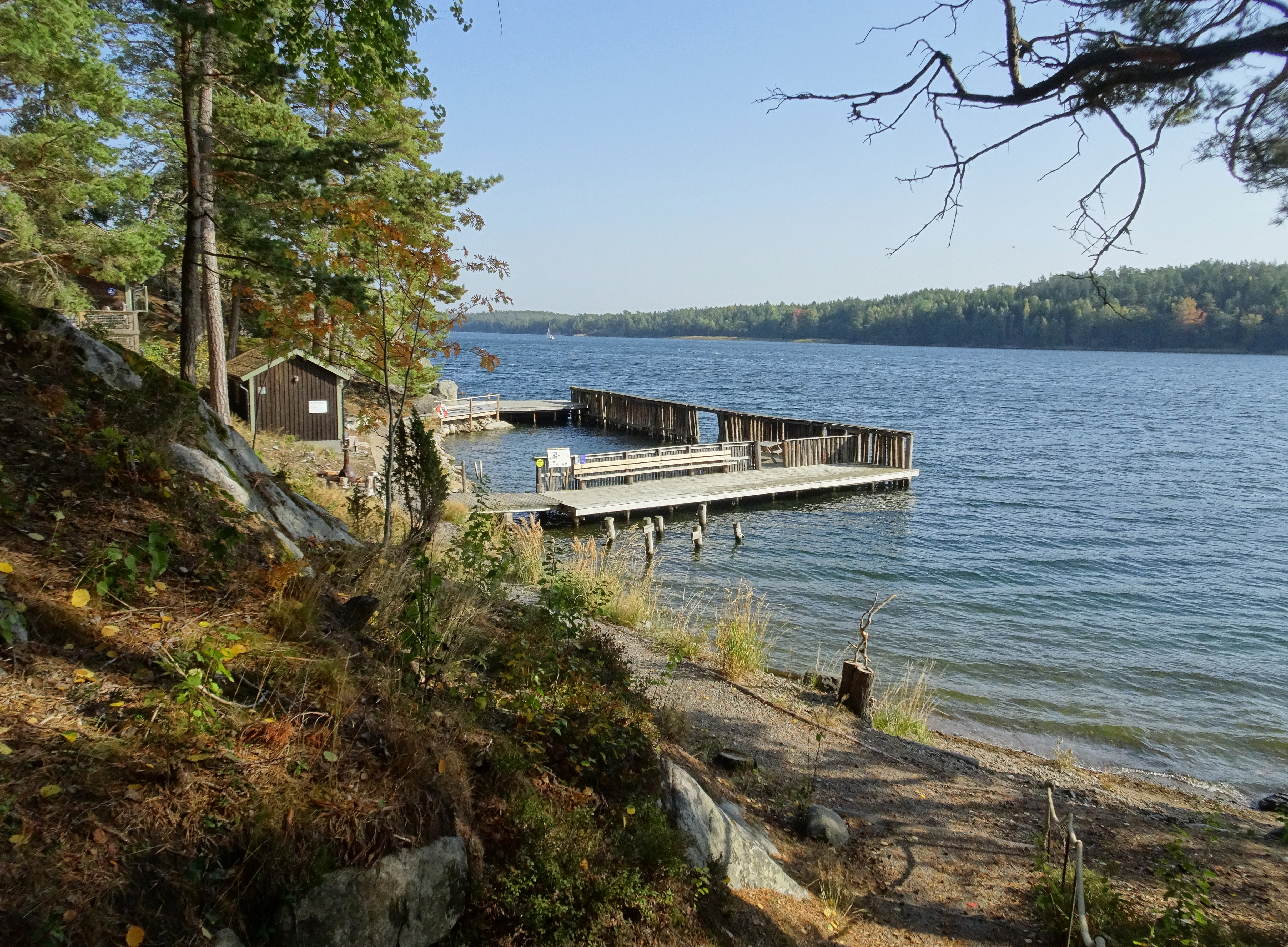
La station expérimentale Palmen.